# Willie McStay (football, 1894)
Ne doit pas être confondu avec Willie McStay (football, 1961).
Pour les articles homonymes, voir McStay.
William McStay, couramment appelé Willie McStay, est un footballeur international puis entraîneur écossais, né le 21 juin 1892, à Netherburn (en), South Lanarkshire et décédé le 3 septembre 1960 à 68 ans. Évoluant au poste de défenseur, il est particulièrement connu pour ses saisons au Blackpool, où il réalise la majorité de sa carrière.
Il compte 13 sélections en équipe d'Écosse. Son frère, Jimmy McStay et ses petits-neveux, Paul McStay et Willie McStay, sont aussi des footballeurs professionnels.

## Biographie

### Carrière en club
Natif de Netherburn (en), South Lanarkshire, il est formé au Larkhall Thistle (en) avant de commencer sa carrière professionnelle en signant pour le Celtic en 1912. Il est toutefois directement prêté à Ayr United où il s'aguerrit pendant 4 saisons avant de revenir au sein de l'effectif du Celtic.
Pendant la Première Guerre mondiale, il joue quelques matches pour les clubs irlandais de Distillery FC et Belfast Celtic. C'est après la guerre qu'il s'impose comme un membre important de l'équipe première et reçoit ses premières sélections internationales.
En 1923, il participe à un match avec l'équipe américaine du New York Field Club (en) et c'est cette année-là qu'il devient capitaine du Celtic, à la suite de William Cringan (en). Il le sera jusqu'à son départ du club en 1929 et ce sera son frère, Jimmy McStay, qui endossera alors ce rôle.
Il s'engage ensuite à Hearts, dans un transfert d'un montant de 250£, et y termine sa carrière une saison après. Il devient par la suite l'entraîneur du club nord-irlandais de Glentoran pendant quelque temps, dans les années 1930 (avant 1936).
Son frère, Jimmy McStay et ses petits-neveux, Paul McStay et Willie McStay (qui est aussi son homonyme), sont tous trois des footballeurs professionnels, ayant joué eux aussi pour le Celtic et, pour ce qui est de Paul, en équipe d'Écosse.

### Carrière internationale
Willie McStay reçoit 13 sélections en faveur de l'équipe d'Écosse. Il joue son premier match le 12 février 1921, pour une victoire 2-1, au Pittodrie Stadium d'Aberdeen, contre le Pays de Galles en British Home Championship. Il reçoit sa dernière sélection le 25 février 1928, pour une défaite 0-1, au Firhill Stadium de Glasgow, contre l'Irlande en British Home Championship. Il n'inscrit aucun but lors de ses 13 sélections.
Il participe avec l'Écosse aux British Home Championships de 1921, 1925, 1926, 1927 et 1928.

## Palmarès

### Comme joueur
- Ayr United :
  - Champion de Division 2 en 1912-13
  - Vainqueur de la Ayr Charity Cup en 1913, 1914, 1915 et 1916

- Celtic :
  - Champion d'Écosse en 1916-17, 1918-19, 1921-22 et 1925-26
  - Vainqueur de la Coupe d'Écosse en 1923, 1925 et 1927
  - Vainqueur de la Glasgow Cup en 1917, 1920, 1921, 1927 et 1928
  - Vainqueur de la Glasgow Merchants Charity Cup en 1917, 1918, 1920, 1921, 1924 et 1926
  - Vainqueur du Navy and Army War Fund Shield (en) en 1918